# Marsupialización

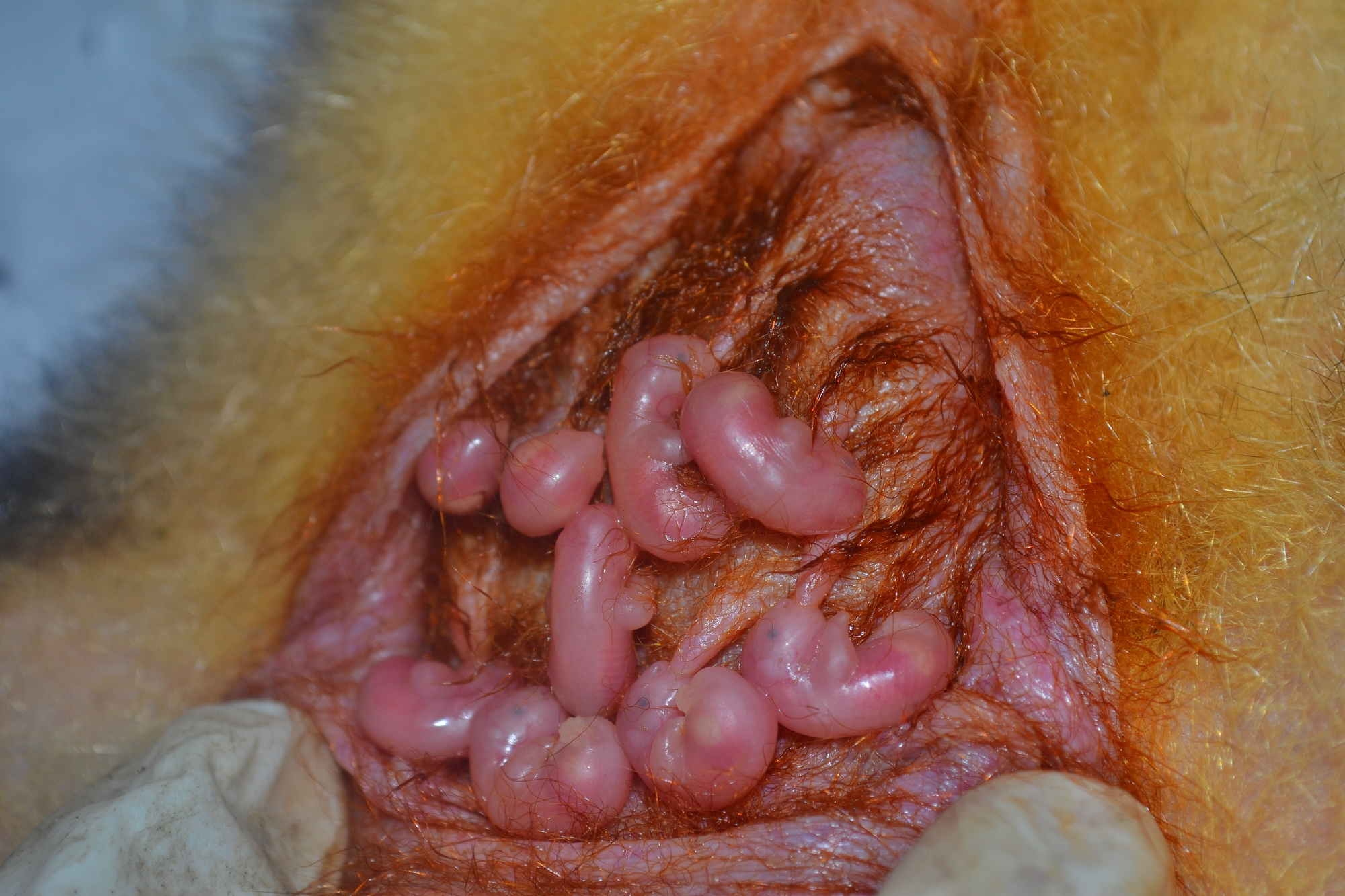
Anatomía de un marsupio con crías de Didelphis albiventris. Base conceptual para el procedimiento de marsupialización.

La marsupialización quirúrgica es un procedimiento quirúrgico para el drenaje de un quiste,  un absceso o un tumor inextirpable en una bolsa, practicando una abertura.
El procedimiento consiste en evacuar el quiste y su contenido y suturar los bordes de la cavidad residual con los planos cutáneos, dejando aquella en contacto con el exterior, lo que lleva a la formación de tejido granulado que sella el agujero resultante durante la cicatrización.

## Historia
Se documenta el uso del término en 1892, como «técnica quirúrgica quirúrgica por la que se convierte un quiste, un absceso o un tumor inextirpable en una bolsa, practicando una abertura que permite su drenaje».

## Procedimiento
Se realiza haciendo una incisión en las paredes del saco del quiste, de forma que pueda vaciarse el contenido y quede como resultado una bolsa parecida a la de los marsupiales. Cerrando convenientemente la incisión con un taponamiento, se forma, cuando cura, tejido granulado que cierra el agujero resultante. La apertura debe mantenerse abierta bien por medio de un taponamiento o mediante la inserción de un stent que impida el cierre.

### En diferentes aparatos y sistemas
- La marsupialización se toma como el tratamiento de elección para la resolución quirúrgica de Bartolinitis por ser un procedimiento sencillo, rápido, poco doloroso, muy bien tolerado por las pacientes, incluyendo embarazadas.[3]
- En cirugía abdominal, se suele marsupializar la transcavidad de los epiplones, donde  se encuentra el páncreas, en los casos de pancreatitis necrosante, o absceso pancreático,se abre el ligamento gastro-cólico, y se fija a los bordes de píel, quedando la transcavidad expuesta al exterior, permitiendo el lavado y desbridamiento del páncreas.
- Tratamiento de los quistes sacrococcígeos o quistes pilonidales.
- Tratamiento alternativo en quistes mandibulares o tumores odontogénicos queratoquísticos se pueden marsupializar a la cavidad oral.[2][4] En la mandíbula la tendencia a que la apertura se cierre es mayor que en el maxilar. El proceso debe ir seguido de al menos dos irrigaciones diarias con clorhexidina.[2]